# Jake Johnson
Jake Johnson (Evanston (Illinois), 28 mei 1978) is een Amerikaans acteur en komiek, vooral bekend door zijn vertolking van het personage Nick Miller in de televisieserie New Girl.
Johnson had tevens een rol in de romantische komedie Paper Heart (2009).

## Loopbaan
Johnson werd geboren in Evanston, een buitenwijk van Chicago. Hij werd grootgebracht door zijn alleenstaande moeder, een kunstenares. Hij groeide op in Evanston, Winnetka, Lincoln Park en Rogers Park en studeerde af van de New Trier High School. Voordat Johnson naar New York verhuisde, studeerde hij aan de Universiteit van Iowa. Uiteindelijk verhuisde hij naar Los Angeles. Johnson en Eric Edelstein hebben samen als komedie duo opgetreden in een show genaamd This is my friend. 
Johnson verscheen in meerdere televisieseries tussen 2006 en 2010, waaronder met een gastrol in Curb your Enthusiasm, Lie to me en Flashforward. In 2010 speelde hij ook in Steel Train. 
In 2011 speelde hij in de romantische komedie No Strings Attached met Natalie Portman en Ashton Kutcher. Hij had ook een vaste rol in de komische serie New Girl, genomineerd voor Most Exciting New Series. De serie van Fox werd positief ontvangen onder een miljoenenpubliek. Sinds 2019 speelt hij een van de hoofdrollen in de serie Stumptown.

## Privé
Hij woont in Los Angeles met zijn vrouw, Erin Payne. Johnson houdt van basketbal en tennis.

## Films
- Redbelt (2008) als Guayabera Shirt Man
- Paper Heart (2009) als Nicholas Jasenovec
- Get Him to the Greek (2010) als Pinnacle Employee
- A Very Harold & Kumar Christmas (2011) als Jesus Christ
- No Strings Attached (2011) als Eli
- Ceremony (2011) als Teddy
- 21 Jump Street (2012) als Principal Dadier
- Safety Not Guaranteed (2012) als Jeff Schwensen
- Drinking Buddies (2013) als Luke
- The Pretty One (2013) als Basel
- Let's Be Cops (2014) als Ryan
- The Lego Movie (2014, stem) als Barry
- Digging for Fire (2015) als Tim
- Jurassic World (2015) als Lowery
- Smurfs: The Lost Village (2017, stem) als Moppersmurf
- Tag (2018) als Randy "Chilli" Cilliano
- Spider-Man: Into the Spider-Verse (2018, stem) als Peter B. Parker / Spider-Man
- Spider-Man: Across the Spider-Verse (2023, stem) als Peter B. Parker / Spider-Man

- Biblioteca Nacional de España: XX5268865
- Bibliothèque nationale de France: cb17821305q (data)
- Gemeinsame Normdatei: 1185666540
- International Standard Name Identifier: 0000 0000 7747 044X
- Library of Congress Control Number: no2010037223
- MusicBrainz: 364230f3-bdf4-4dbe-9ded-7a91bc7aaf4c
- Nationale Bibliotheek van Tsjechië: xx0195512
- Nederlandse Thesaurus van Auteursnamen: 370323513
- Système universitaire de documentation: 220610525
- Virtual International Authority File: 295788160